# Бадіка Денис Михайлович
Денис Михайлович Бадіка (2000—2022) — український військовослужбовець, старший лейтенант Збройних сил України, льотчик-штурман гелікоптера Мі-8, учасник російсько-української війни, який відзначився під час відбиття російського вторгнення в Україну. Герой України (2024, посмертно).

## Життєпис
Народився 20 липня 2000 року в місті Вінниці. Батько був також пов'язаний з авіацією. Після закінчення ліцею № 13 вступив до Харківського національного університету Повітряних Сил імені Івана Кожедуба.
Після навчання у виші проходив службу на посаді льотчика-штурмана у 16-й окремій бригаді армійської авіації. І хоча до повномасштабного російського вторгнення військовий вишкіл тривав лише півроку, Денис устиг зарекомендувати себе як відповідальний та надзвичайно професійний офіцер.

## Загибель
Загинув 31 березня 2022 року разом з командиром гелікоптера Юрієм Тимусем і бортмеханіком Іваном Ваховським внаслідок збиття поблизу м. Маріуполя гелікоптера, що перевозив тяжкопоранених з «Азовсталі».
Прощання відбулося 11 червня 2024 року у Вінниці

## Нагороди
- звання Герой України з удостоєнням ордена «Золота Зірка» (30 вересня 2024, посмертно) — за особисту мужність і героїзм, виявлені у захисті державного суверенітету та територіальної цілісності України, самовіддане служіння Українському народові[2].